# Valdir Rossoni
Valdir Luiz Rossoni (Palmas, 23 de novembro de 1952) é um matemático e político brasileiro filiado ao Partido da Social Democracia Brasileira (PSDB). Recentemente exerceu mandato como deputado federal pelo Paraná.

## Vida pessoal
Valdir Luiz Rossoni nasceu em Empoçado, distrito de Palmas, na região sul do Paraná, sendo filho de Cândido Rossoni e Olga Ravanello. Formou-se em matemática pela Universidade Estadual de Ponta Grossa em 1976. Foi em Bituruna, município desmembrado de Palmas, que deu início à vida empresarial, no ramo do agronegócio e na política.

## Carreira política
Entre 1978 e 1982, Rossoni foi secretário de Administração da prefeitura de Bituruna. Pelo Partido Democrático Social (PDS) foi eleito prefeito de Bituruna para o mandato de 1983 a 1989. Foi presidente da Associação dos Municípios Sul Paranaense (Amsulpar).
Em 1991 conseguiu seu primeiro mandato como deputado estadual pelo Partido da Reconstrução Nacional (PRN). Foi reeleito deputado estadual em 1994 pelo Partido Democrático Trabalhista (PDT), chegando a ser líder do governo (Jaime Lerner) na Assembleia Legislativa do Paraná (Alep).
Nas eleições de 1998, 2002, 2006 e 2010 foi reeleito deputado estadual. Em 1999 deixou o PDT e filiou-se ao Partido Trabalhista Brasileiro (PTB). Em 2003 filiou-se ao PSDB. Foi presidente da Alep, entre os anos de 2011 e 2014.
Nas eleições de 2014 foi eleito Deputado Federal pelo PSDB, com 177.324 votos. Na Câmara Federal integrou algumas comissões como: Comissão de Agricultura, Pecuária, Abastecimento e Desenvolvimento Rural; Demarcação de Terra Indígenas.
Em 26 de maio de 2015, renunciou ao cargo de presidente regional do PSDB do Paraná, após ofender uma professora por uma rede social.
Em março de 2016 foi nomeado Secretário Chefe da Casa Civil do Paraná, no governo Beto Richa, substituindo Eduardo Sciarra. Sua posse foi no dia 21 de março de 2016 e para concorrer a reeleição, entregou o cargo em 6 de abril de 2018
Disputou as eleições para a Câmara Federal novamente em 2018 e não foi reeleito, ficando na suplência. Com o falecimento do deputado José Carlos Schiavinato (PP) por conta da COVID-19 em abril de 2021, Rossoni, como primeiro suplente da coligação, assumiu a vaga de deputado federal.

## Controvérsias
Em 2018 foi denunciado pelo crime de peculato pela Procuradoria Geral da República por contratar pessoas fantasmas para "trabalharem" em seu gabinete. Ainda em 2018 foi acusado em delação premiada de receber propina na construção de escolas no Estado do Paraná.
Também em 2018 o deputado foi condenado por utilizar ilegalmente servidores públicos para campanha eleitoral de seu filho ao cargo de prefeito municipal de Bituruna.